# Amphipyra venata
Amphipyra venata là một loài bướm đêm trong họ Noctuidae.